# Јаков Герчић
Јаков Герчић (Шид, 10. новембар 1788 - Сремски Карловци, 2. септембар 1851) био је историчар, професор и први Србин директор Карловачке гимназије.

## Биографија
Јаков је рођен у Шиду, где похађа основну школу. Гимназију је завршио у Карловцима, филозофију у Сегедину, а математику у Пешти.
Патронат Карловачке гимназије изабрао га је 1815. године за професора разреда човечности (humaniora). Герчић 1820. године напушта гимназију, и постаје васпитач синовца фелдцајгмајстера Дуке. Три године ради као васпитач, да би се 1823. године вратио у Карловце за професора. По одласку директора Павла Магде 1825. године Патронат је за новог директора поставио Герчића. Герчић је одмах започео реформу наставног плана у карловачкој гимназији. Провео је као први Србин на положају директора карловачке гимназије између 1825-1851. године. Нарочито се бавио проучавањем историје и латинског језика. Био је поштован од стране својих ученика, и важио је за доброг педагога. У Архиву Карловачке гимназије сачуван је већи број његових рукописа из српске и светске историје, које није успео да заврши.
Када је 1838. године Крагујевачка гимназија подигнута на ниво Лицеја, Герчићу је понуђено да буде професор и ректор ове образовне установе.
Од 1850. године био је коресподентни члан Друштва српске словесности.